# Drame de la jalousie
Pour plus de détails, voir Fiche technique et Distribution.
Drame de la jalousie (Dramma della gelosia - tutti i particolari in cronaca) est un film hispano-italien réalisé par Ettore Scola, sorti en 1970.

## Fiche technique
- Titre : Drame de la jalousie
- Titre original : Dramma della gelosia - tutti i particolari in cronaca
- Réalisation : Ettore Scola
- Scénario : Agenore Incrocci, Furio Scarpelli et Ettore Scola
- Musique : Armando Trovajoli
- Photographie : Carlo Di Palma
- Montage : Alberto Gallitti
- Décors : Luciano Ricceri
- Costumes : Ezio Altieri
- Création de l'affiche française : Yves Thos
- Production : Pio Angeletti et Adriano De Micheli
- Société de production :  Dean Film et Jupiter Generale Cinematografica, en coproduction avec Midega Film
- Pays d'origine :  Italie et  Espagne
- Langue originale : italien
- Format : couleur (Technicolor) - 1,85:1 - 35 mm - son mono
- Genre : comédie dramatique
- Durée : 107 minutes ; 105 minutes (France) ; 102 minutes (Espagne) ; 99 minutes (États-Unis)
- Dates de sortie :
  - Suède : 18 janvier 1970
  - Italie : 30 avril 1970
  - France : 10 mai 1970 (Festival de Cannes) ; 25 septembre 1970 (sortie nationale)
  - Espagne : 7 décembre 1970

## Distribution

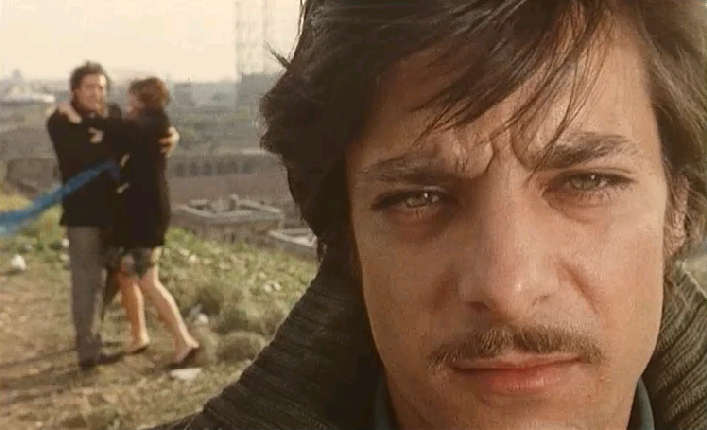
Giancarlo Giannini dans une scène du film.

- Marcello Mastroianni : Oreste Nardi
- Monica Vitti : Adelaide Ciafrocchi
- Giancarlo Giannini : Nello Serafini
- Manuel Zarzo : Ughetto
- Marisa Merlini : Silvana Ciafrocchi
- Hércules Cortés : Ambleto Di Meo
- Fernando Sánchez Polack : chef du parti communiste
- Gioia Desideri : amie d'Adelaide
- Juan Diego : fils d'Antonia
- Bruno Scipioni : pizzaiolo
- Josefina Serratosa : Antonia
- Giuseppe Maffioli : avocat
- Paola Natale : fleuriste
- Corrado Gaipa : président du tribunal

## Distinctions
- Festival de Cannes 1970 : Prix d'interprétation masculine pour Marcello Mastroianni